# Ley de Defensa de la República
La Ley de Defensa de la República fue una ley aprobada el 21 de octubre de 1931 por las Cortes Constituyentes de la Segunda República Española para dotar al Gobierno Provisional de un instrumento de excepción al margen de los tribunales de justicia para actuar contra los que cometieran “actos de agresión contra la República”. Al ser una ley que contradecía los derechos fundamentales reconocidos y garantizados en la Constitución de 1931 se la incluyó expresamente en la disposición transitoria segunda para que pudiera seguir vigente mientras continuaran reunidas las Cortes Constituyentes, “si antes no la derogan éstas expresamente”.  Hasta su derogación el 29 de agosto de 1933, tras aprobarse la Ley de Orden Público de 28 de julio de 1933, esta ley de excepción fue “la norma fundamental en la configuración del régimen jurídico de las libertades públicas durante casi dos años de régimen republicano”.

## Antecedente: el Estatuto Jurídico del Gobierno Provisional
El mismo día en que se produjo la proclamación de la Segunda República Española el Gobierno Provisional aprobó el Estatuto jurídico del Gobierno Provisional, que será la norma jurídica por la que se regirá hasta la aprobación de la Constitución de 1931, en el que se reconocían las libertades públicas pero a continuación se concedía al gobierno definido como de “plenos poderes”  la facultad de suspenderlas, sin intervención judicial, “si la salud de la República, a juicio del Gobierno, lo reclama”. Así pues, “el gobierno republicano no va a establecer un régimen de libertad general como lo prueba el estudio de las vicisitudes del derecho de reunión a las diferentes opciones políticas... Los grupos conservadores de signo monárquico y sectores de la izquierda, tales como anarquistas y comunistas, van a tener serios obstáculos para ejercerlo”. Se tolerarán, y no siempre, sus reuniones en locales cerrados pero se les prohibirá su ejercicio en lugares públicos. Por ejemplo, una manifestación que se formó a la salida de una reunión que el Partido Comunista de España celebró el 1 de mayo en San Sebastián fue disuelta contundentemente por la fuerza pública, produciéndose numerosos heridos.
Más significativo aún de cómo iba a abordar el nuevo Gobierno el orden público y la libertad de prensa fue lo que ocurrió en torno a los sucesos que se produjeron en San Sebastián el 28 de mayo. Aquel día unos huelguistas de Pasajes que se dirigían a San Sebastián fueron bloqueados por la Guardia Civil en el puente de Miracruz. Ante la negativa de aquellos a disolverse, los guardias civiles comenzaron a disparar ocasionado la muerte a ocho personas y más de cincuenta heridos. Ante la magnitud del hecho el ministro de la Gobernación, Miguel Maura, reunió a todos los directores de periódicos para recordarles “que se hallaban frente a un ministro que disponía de plenos poderes en materia de orden público” (dos semanas antes ya había decretado la suspensión temporal del diario monárquico ABC y del diario católico El Debate, a raíz de los hechos conocidos como la “quema de conventos”) y a continuación les rogó que 

diesen a conocer [la noticia de lo sucedido en San Sebastián] con escrupulosidad y veracidad, porque interesaba que España supiese que había un Gobierno en su sitio, con el cual no se jugaba. Ahora bien [relata Miguel Maura en su libro “Así cayó Alfonso XIII”]: el diario que utilice la noticia para su campaña política, o intente envenenar el ambiente con ella, será suspendido, y suspendido quedará mientras yo esté en este Ministerio.  Se dieron por enterados y abandonaron mi despacho…  Salvo ‘La Voz’, que en su última página daba escuetamente la noticia sin el menor comentario, los demás diarios nada publicaron del suceso.

El Gobierno Provisional no utilizará los “plenos poderes” para reformar las instituciones relacionadas con el orden público. La Guardia Civil seguirá militarizada y se recurrirá al Ejército en repetidas ocasiones, con declaración del estado de guerra (como en los sucesos de la “quema de conventos”) o sin ella.

## El contenido de la ley
La ley constaba de cinco artículos. En el artículo 1º se enumeraban una larga serie de conductas que se consideraban “actos de agresión a la República” entre las que se encontraban la “incitación a resistir o a desobedecer las leyes o las disposiciones legítimas de la autoridad” (I), “la incitación a la indisciplina o al antagonismo entre Institutos armados o entre éstos y los organismos civiles” (II) y la incitación a la “comisión de actos de violencia contra personas, cosas o propiedad, por motivos religiosos, políticos o sociales” (IV). Asimismo se consideraban “actos de agresión a la República” “la difusión de noticias que puedan quebrantar el crédito o perturbar la paz o el orden público” (III), “toda acción o expresión que redunde en menosprecio de las Instituciones del Estado” (V) y “la apología del régimen monárquico… y el uso del emblema, insignias o distintivos alusivos” (VI). También se incluían “la tenencia ilícita de armas de fuego o de substancias explosivas prohibidas” (VII), “la suspensión o cesación de industrias o labores de cualquier clase, sin justificación bastante” (VIII) o “las huelgas no anunciadas con ocho días de anticipación,... las declaradas por motivos que no se relacionen con las condiciones de trabajo y las que no se sometan a un procedimiento de arbitraje o conciliación” (IX). Por último se incluía también la “alteración injustificada del precio de las cosas” (X) y la “falta de celo de los funcionarios públicos en el desempeño de sus servicios” (XI). Se incluían, pues, conductas indeterminadas y  “actos que son simple ejercicio de libertades políticas”.
En el artículo 2º se establecía que “los autores materiales o los inductores” de las conductas consignadas en el artículo 1º “podrán ser confinados o extrañados, por un período no superior a la vigencia de esta ley, o multados hasta la cuantía máxima de 10.000 pesetas, ocupándose o suspendiéndose, según los casos, los medios que haya utilizado para su realización”. En el caso de los funcionarios que mostraran “falta de celo en el desempeño de sus servicios” serían “suspendidos o separados de su cargo o postergados en sus respectivos escalafones”. La aplicación de estas sanciones no correspondía a ningún tribunal de justicia sino al ministro de la Gobernación (artículo 4º) y la “persona individual” o la “persona colectiva” que fueran sancionadas solo podían “reclamar contra ella [la sanción]“ ante el propio ministro que la había impuesto, y no ante los tribunales de justicia. En el caso de que el sancionado fuera una “persona colectiva” (por ejemplo, un periódico) la reclamación la podía presentar ante el Consejo de Ministros, en un plazo de cinco días. Las “personas individuales” tenían un día para reclamar (este recurso administrativo ni siquiera estuvo previsto en el proyecto de ley presentado por el gobierno y fue luego incluido a causa de la denuncia del diputado Ángel Ossorio y Gallardo de la absoluta indefensión en que quedaban los sancionados como “agresores” de la República). En definitiva la Ley no preveía ninguna forma de protección jurisdiccional de los acusados, porque la mayoría parlamentaria que apoyaba al gobierno la rechazó. El propio Azaña lo justificó así: 

De ninguna manera, señor Ossorio, un recurso de carácter judicial. Comprenda su señoría que de una decisión adoptada por el Ministro de la Gobernación no se va a recurrir ante un juez ni ante el Tribunal Supremo tampoco.

El artículo 3º le confería al ministro de la Gobernación la facultad “para suspender las reuniones o manifestaciones públicas de carácter político, religioso o social, cuando por las circunstancias de su convocatoria sea presumible que su celebración pueda perturbar la paz pública”, “para clausurar los Centros o Asociaciones que se considere incitan a la realización de actos de agresión contra la República”, “para intervenir la contabilidad e investigar el origen y distribución de fondos” de cualquier asociación, y “para decretar la incautación de toda clase de armas o sustancias explosivas, aun las tenidas lícitamente”.
El artículo 4º encomendaba al ministro de la Gobernación la aplicación de la ley, quien podría nombrar “Delegados especiales, cuya jurisdicción alcance a dos o más provincias” para aplicarla. En ese artículo también se establecía que la ley estaría vigente hasta la disolución de las Cortes Constituyentes, si estas no hubieran acordado antes ratificarla. En el artículo 5º se decía que las sanciones establecidas en la ley no eran incompatibles con las “sanciones establecidas en las Leyes penales”.
A juicio del historiador Manuel Ballbé la ley establecía un “régimen de excepción” porque fijaba  “unas normas indeterminadas y abstractas que comportan un estado de inseguridad e intimidación general y por la ausencia de garantías para el ejercicio de los derechos ciudadanos”.

## El debate parlamentario
El nuevo gobierno provisional recién constituido bajo la presidencia de Manuel Azaña, tras la dimisión de su anterior presidente Niceto Alcalá-Zamora a causa de su oposición a la redacción final que se había dado al artículo 26 de la Constitución que regulaba  la cuestión religiosa, presentó el 20 de octubre el proyecto de Ley de Defensa de la República para su discusión por las Cortes Constituyentes con carácter urgente, cuando aún no se habían discutido más de la mitad de los artículos del proyecto constitucional. Solo habían pasado cinco días desde que la Minoría Agraria y la Minoría vasco-navarra habían abandonado las Cortes Constituyentes en señal de protesta por la aprobación del artículo 26 y hecho público un manifiesto dirigido a todos los católicos para que se movilizaran a favor de la revisión de la Constitución a la que calificaban de “anticatólica”, “antisocial”. Parece pues probable que cuando el gobierno presentó la ley no solo estuviera pensando que el peligro para la República procedía de los movimientos insurreccionales anarquistas y de las conspiraciones monárquicas apoyadas por algunos militares, sino también de la Iglesia Católica y su capacidad de movilización.
En el mismo discurso de presentación del programa del nuevo gobierno a las Cortes Constituyentes, el 14 de octubre, el presidente Azaña afirmó que la República tenía derecho a ser respetada, “y si no fuese respetada, el Gobierno la hará temer”. Según consta en sus diarios, esta idea ya la había expresado Azaña dos meses antes en la reunión del anterior gobierno presidido por Niceto Alcalá-Zamora: “Propongo una política enérgica, que haga temible a la República, en la seguridad de que, en cuanto empiece a ponerse en práctica, el volumen ahora creciente de la inquietud y la alarma se reducirá a nada… Les digo que hay que comenzar suprimiendo los periódicos derechistas del Norte, y quizás los de Madrid…”.  En el Consejo de Ministros del 18 de octubre ya presidido por Azaña se aprueba la propuesta de “llevar a las Cortes un proyecto de ley concediendo al Gobierno facultades extraordinarias”, el único ministro que se opuso fue el socialista Indalecio Prieto.
El proyecto se presentó en el Parlamento con carácter de urgencia y fue aprobado casi sin discusión. La presentación del mismo corrió a cargo del propio presidente del gobierno Manuel Azaña:

La presentación de este proyecto responde a dos motivos: un principio de carácter general, que es la obligación del Ministerio de proveer a la República de todos los medios necesario para defenderse de cualquier eventualidad y en cualquier peligro, acomodados al volumen de las necesidades y a la intensidad de los peligros, y una experiencia de gobierno, de seis o siete meses de gobierno, que nos ha hecho comprender que, actualmente, en las circunstancias por que atraviesa el país, no tiene este Ministerio, ni otro alguno, los medios legales bastantes, sancionados por las Cortes, para defenderse de los pequeños enemigos de la República, de las conjuraciones contra la República, del ambiente adverso a la República que puede irse formando y que, acaso, se vaya formando precisamente a causa de esa indefensión. Este proyecto no tiene quizás más que un defecto, que es el de haber tardado seis meses en nacer. Esta ley no la necesita el Gobierno; quien la necesita es la República. Nosotros no queremos facultades extraordinarias para este Gobierno; las queremos, legalmente, para la institución republicana… El Gobierno dice a las Cortes: la República no está en peligro, pero para evitar que el peligro nazca es necesaria esta Ley

Los diputados que se opusieron a la ley, entre otros  Ángel Ossorio y Gallardo, presidente de la Comisión Jurídica Asesora que había redactado el anteproyecto de la Constitución que se estaba debatiendo,  Santiago Alba exmonárquico integrado como independiente en el grupo del Partido Republicano Radical, Antonio Royo Villanova de la Minoría Agraria, y Eduardo Barriobero vinculado al federalismo y miembro del llamado grupo de los jabalíes, argumentaron que su aprobación dejaría sin efecto los derechos y libertades reconocidos en el proyecto constitucional al establecer una especie de estado de excepción regulable a voluntad del gobierno y que por tanto era una ley dictatorial. El diputado José Antonio Balbontín,  también miembro del grupo de los jabalíes, dijo que la nueva ley “escarnecía los derechos humanos”.
Santiago Alba en primer lugar denunció el trámite de urgencia seguido ya que no permite “formular enmiendas con aquellas reflexión y aquel estudio que son absolutamente indispensables” y después de afirmar que “no creo ni he creído nunca en las leyes de excepción”, señaló dirigiéndose al grupo socialista que el apartado dedicado a las huelgas “es infinitamente más duro, más cerrado, más restrictivo” que la regulación de la huelga que se pretendió aprobar en tiempos de José Canalejas.  Ángel Ossorio y Gallardo se opuso también a la ley aunque afirmó que “prefiero esto a la situación en que nos encontrábamos; porque hasta ahora vivíamos bajo el arbitrio de la autoridad gubernativa, con la aplicación del “decreto de plenos poderes” [el  Estatuto jurídico del Gobierno Provisional ] que a mi entender (ya lo expliqué a la Cámara) no tenía poderes para las cosas que se hacían”. Señaló que el apartado V del artículo 1º  (será considerada “agresión” contra la República “toda acción o expresión que redunde en menosprecio de las Instituciones del Estado” ) era el mismo que rigió durante la Dictadura de Primo de Rivera. Y a continuación se opuso también al apartado VI (“la apología del régimen monárquico… y el uso del emblema, insignias o distintivos alusivos” también serán “agresiones” contra la República) “porque en un sistema medianamente liberal cabe hacer, dentro del respeto a las leyes, la apología de sistemas contrarios al que prevalece; y si no admitimos esto, no queda ni recuerdo de libertad”. El diputado republicano histórico Eduardo Barriobero dijo:

Muy pocas palabras porque sé que van a ser estériles; yo no puedo menos de dolerme de ver esta República, de todos nuestros entusiasmos, bajo la tutela de la Guardia Civil y de una ley de excepción…  La República la trajo el pueblo, que está dispuesto a mantenerla como sea, cueste lo que cueste, y no son precisas leyes de excepción para defender una República, que mientras tenga la voluntad del pueblo, a nuestro juicio, no corre ningún peligro. (…) Lo más monstruoso de este proyecto es que el señor ministro de la Gobernación… haya querido emular las glorias de Pío IX y declararse infalible

Les contestó el propio Manuel Azaña que dijo:

“Pero, señores diputados, ¿es que se pierde de vista el mecanismo principal de este proyecto, que no sólo viene a las Cortes, como es natural, sino que está ligado necesariamente a la vida de las Cortes, que cuando no haya Cortes Constituyentes no habrá tal ley de excepción, que las Cortes permanecen abiertas y que todos los días las Cortes pueden derogar esta ley o derribar al Gobierno que haga mal uso de ella?... Yo creo, señores diputados, que esta ley tiene, en primer lugar, la ventaja de hacer creer y hacer saber al país que es posible una República con autoridad y con paz y con orden público...

Según el socialista Juan Simeón Vidarte una parte importante del grupo parlamentario socialista, incluido el presidente de las Cortes Julián Besteiro que intentó disuadir a Azaña para que la retirara, se opuso al proyecto pero al final acabaron votando a favor para no oponerse al gobierno del que formaban parte.

Una vez más había vencido la “razón de Estado” en el gobierno y la coacción ministerial en nuestra minoría. Nada de esto nos exime de la vergüenza de haberla votado

## La Ley de Defensa de la República adquiere rango constitucional
La ley iba a estar vigente hasta la disolución de las Cortes Constituyentes, pero como estas fueron prorrogadas para que aprobaran las leyes especiales previstas en la Constitución, se planteó el problema de que existía una clara incompatibilidad entre la Ley de Defensa de la República y la Constitución que iba a aprobarse. Era incompatible con el artículo 34 de la Constitución que garantizaba la libertad de expresión ya que consideraba  “actos de agresión a la República” la “incitación a resistir o a desobedecer las leyes o las disposiciones legítimas de la autoridad” (Art. 1.I), “la difusión de noticias que puedan quebrantar el crédito o perturbar la paz o el orden público” (Art. 1.III), “toda acción o expresión que redunde en menosprecio de las Instituciones del Estado” (Art. 1.V) y “la apología del régimen monárquico... y el uso del emblema, insignias o distintivos alusivos” (Art. 1.VI). Además la ley preveía la suspensión por orden del Ministro de la Gobernación de los periódicos que incurrieran en los supuestos anteriores, lo que contravenía el último párrafo de ese mismo artículo 34 que determinaba: “no podrá decretarse la suspensión de ningún periódico, sino por sentencia firme”. También violaba el artículo 38 que reconocía el derecho de reunión y de manifestación porque el artículo 3 confería al ministro de la Gobernación la facultad “para suspender las reuniones o manifestaciones públicas de carácter político, religioso o social, cuando por las circunstancias de su convocatoria sea presumible que su celebración pueda perturbar la paz pública”. Así como el artículo 39 que reconocía el derecho de asociación porque también el artículo 3 confería al Ministro de la Gobernación la facultad “para clausurar los Centros o Asociaciones que se considere incitan a la realización de actos de agresión contra la República” y “para intervenir la contabilidad e investigar el origen y distribución de fondos” de cualquier asociación. También contravenía el artículo 33 que reconocía la “libertad de industria y comercio” porque consideraba “agresión a la República” “la suspensión o cesación de industrias o labores de cualquier clase, sin justificación bastante” (Art. 1.VIII) y la “alteración injustificada del precio de las cosas” (Art. 1.X). Asimismo podía violar el artículo 41 que garantizaba la “inamovilidad” de los funcionarios y el derecho de estos a no ser molestados ni perseguidos “por sus opiniones políticas, sociales y religiosas”, porque la “falta de celo de los funcionarios públicos en el desempeño de sus servicios” (Art. 1.XI) podría ser sancionada con la suspensión o separación de su cargo o ser “postergados en sus respectivos escalafones”. La ley restringía también el derecho de huelga, aunque este no había sido reconocido expresamente en la Constitución, al incluirse en los “actos de agresión contra la República” “las huelgas no anunciadas con ocho días de anticipación,... las declaradas por motivos que no se relacionen con las condiciones de trabajo y las que no se sometan a un procedimiento de arbitraje o conciliación” (Art. 1.IX). Por último, contravenía el artículo 28 que establecía que “nadie será juzgado sino por juez competente” porque quien aplicaba la ley era el ministro de la Gobernación y era él quien decidía la sanción (el extrañamiento o el confinamiento “por un período no superior a la vigencia de esta ley” o la imposición de multas hasta “la cuantía máxima de 10.000 pesetas”), y sin que el acusado tuviera la posibilidad de recurrir la decisión ante ningún tribunal de justicia (artículos 2 y 4 de la ley).
Para eludir el problema,  el 8 de diciembre de 1931, un día antes de que se sometiera a votación el texto definitivo de la Constitución de 1931, el presidente Manuel Azaña solicita a las Cortes que con carácter urgente la Ley de Defensa de la República (junto con la Ley de 26 de agosto sobre la Comisión de Responsabilidades) sea incluida en la Constitución para hacerla compatible con la misma, “una solución más atentatoria aún a los principios del estado de derecho que la propia Ley”.
El diputado Ángel Ossorio y Gallardo, expresidente de la Comisión Jurídica Asesora que redactó el anteproyecto de la Constitución, protesta por el procedimiento que se ha escogido que impide un debate sosegado y profundo sobre la propuesta y sobre todo por el fondo destacando la total contradicción entre la Ley de Defensa de la República y el Título III de la Constitución en el que se reconocen y garantizan los derechos de los ciudadanos que la Ley de Defensa de la República conculca, por lo que “será cosa tristemente notable que el minuto anterior a votar una Constitución, la borremos”.

Se trata de un artículo adicional a la Constitución que viene sin dictamen de nadie, sin deliberación, sin conocimiento previo de la Cámara y para ser resuelto en pocos minutos. (…) No estaba yo prevenido cuando vine a la Cámara de que habría de votar medida tan excepcional como una ley de Defensa de la República que se aparta de la Constitución, que se pone sobre el Código penal. Cuando el Gobierno presentó la ley, dijo en un artículo que esta ley viviría lo que las Cortes Constituyentes… pero de pronto se nos pide que incorporemos esa ley a la Constitución como artículo adicional… En el día de hoy, después del tiempo que lleva rigiendo la ley excepcional, conocidos sus efectos, vista su aplicación, digo que yo no la ratifico. (…) Votar la Constitución garantizadora de todos los derechos de los españoles y el mismo día, en su propio texto, decir que ponemos otra vez nuestra confianza en una ley excepcional de esos mismos derechos, me parece una paradoja de tal gravedad que nadie podrá aceptarla sin vacilaciones

Azaña le responde que la Ley de Defensa de la República es necesaria para gobernar. A continuación se aprueba la nueva Disposición Transitoria Segunda:

La ley de 26 de Agosto próximo pasado, en la que se determina la competencia de la Comisión de responsabilidades, tendrá carácter constitucional transitorio hasta que concluya la misión que le fue encomendada; y la de 21 de Octubre [de Defensa de la República] conservará su vigencia asimismo constitucional mientras subsistan las actuales Cortes Constituyentes, si antes no la derogan éstas expresamente

Como las Cortes Constituyentes fueron prorrogadas por mandato constitucional la Ley de Defensa de la República estuvo vigente hasta el 29 de agosto de 1933 en que fue derogada tras la entrada en vigor de la Ley de Orden Público aprobada el 28 de julio de 1933.

## Valoración
Los juristas de la época ya advirtieron que la inclusión de la Ley de Defensa de la República en la Constitución suponía la derogación de hecho o la suspensión del Capítulo Primero del Título III sobre “Garantías individuales y políticas”.  El jurista Adolfo Posada afirmó en 1932 que “la Constitución española promulgada el 9 de diciembre no ha comenzado a vivir plenamente” a causa de la Disposición Transitoria Segunda.  El también jurista Nicolás Pérez Serrano señaló en una obra publicada en 1932 que la inclusión de la Ley de Defensa de la República suponía la “derogación virtual” del Título III añadiendo a continuación que “no deja de ser paradójico que se haya organizado todo un código fundamental tan inservible que no pueda defender la República”. Y concluía: “nunca, nunca quedará libre de este aditamento triste y agrio”.
Según el historiador Manuel Ballbé

Es obvio que la inclusión de la Disposición Transitoria significó, por una parte, la constitucionalización de una Ley que hubiera quedado automáticamente abrogada con la aprobación de la Ley Suprema de la República y, por otra, la completa derogación del Capítulo Primero del Título III,  esto es de las “Garantías Indiviudales y Políticas”

Santos Juliá respecto de la inclusión de la Ley de Defensa de la República en la Constitución, lo que significaba que el Título III en lo que se refería a garantías de los derechos quedaba en la práctica derogado o suspendido transitoriamente, señala:

Paradójicamente, lo que aparentaba ser una demostración de fuerza fue, en realidad, el signo más palmario de debilidad de una norma suprema que, para dotarse de instrumentos de defensa, aceptó ser transitoriamente suspendida en algunas de sus disposiciones esenciales por una norma de rango inferior, una opción que Ángel Ossorio no podía entender y fue el único en manifestar

El también historiador Julio Gil Pecharromán considera la Ley de Defensa

una durísma medida de excepción que permitió al gobierno actuar contra sus enemigos manifiestos con rapidez y al margen del sistema judicial, anulando de hecho las garantías constitucionales, pero sin violar técnicamente la Constitución. (…) Pero su sola existencia, combatidísima por la oposición, demostraba que algo no marchaba bien en la joven democracia española para que un gobierno de mayoría liberal tuviera que protegerse de esa manera a los pocos meses del clamoroso triunfo republicano

En cambio, el historiador Gabriel Jackson adoptó hace tiempo una visión más cercana a la del Gobierno de Azaña y justificó de alguna forma la promulgación de la ley:

La República, con su Constitución todavía incompleta, estaba siendo violentamente atacada por carlistas y clericales en el Norte, y por los anarquistas en el Este y el Sur. Aun cuando los alborotadores eran detenidos, hubo muchos casos de complicidad entre ellos y los policías y jueces antirrepublicanos. Debemos admitir que era una contradicción que un régimen democrático tratara de procurarse poderes policíacos excepcionales; pero Azaña replicaba que lo contrario sería dejar un Gobierno escrupulosamente pacifista a merced de sus oponentes reaccionarios y revolucionarios

## La aplicación de la ley
Pasados unos meses Azaña valoró ante las Cortes los resultados de la aplicación de la Ley:

Esta ley es una ley de excepción, claro está… Pero hay necesidades dolorosas, señores Diputados. La experiencia ha probado una cosa, que yo me atreví a anunciar desde estos bancos cuando propuse a las Cortes la aprobación del Proyecto de Ley, y es que ha bastado la promulgación de la Ley y el conocimiento público de que había un Gobierno dispuesto a aplicarla cuando fuera menester para que la Ley haya ofrecido sus beneficiosos efectos de calma y de paz

Lo cierto fue que ley fue aplicada inmediatamente y en numerosas ocasiones. Solo un mes después de haberse aprobado la Ley se confinó en un pueblo de Granada durante seis meses a una persona que en un mitin celebrado en Zaragoza “deslizó frases de menosprecio e injurias para las Cortes Constituyentes”, lo que suponía infringir el apartado V del artículo 1º (es “agresión” contra la República, “toda acción o expresión que redunde en menosprecio de las Instituciones del Estado”). 

Fueron suspendidos periódicos, cerrados locales de organizaciones políticas y sindicales, y realizadas incontables detenciones gubernativas.  En caso de imposición de multas, se establecía “en defecto de pago, el arresto supletorio”. Asimismo, al amparo de la Ley, cientos de personas fueron deportadas a Guinea Ecuatorial y al Sáhara (éste fue el caso de 104 trabajadores, con ocasión de las alteraciones ocurridas en el Alto Llobretat  [en enero de 1932]). Se aplicó incluso a miembros de la Administración de Justicia. Un caso conocido fue la sanción impuesta por el ministro de la Gobernación Santiago Casares Quiroga al juez Luis Amado, consistente en la suspensión por dos meses de empleo y sueldo, el 26 de abril de 1932, por haber decretado la libertad condicional de un procesado. Algunas  de las sanciones impuestas rozaban el ridículo. Así, el 23 de diciembre de 1931… una resolución ministerial decía: “...por el hecho de haberse cantado la “marcha real” por las Hijas de María, he impuesto al cura párroco de referencia [de Mures, Navarra]  la multa de 100 pesetas. (…) Muestra del interés del Gobierno en la aplicación de la Ley es el telegrama oficial de 14 de enero de 1932 a diversos gobiernos civiles, solicitando informes de las personas más extremistas, “expresándome sus nombres y el concepto por el cual puedan producir perturbaciones de orden público, a fin de aplicar si fura posible la Ley de Defensa de la República”.

Todas estas sanciones fueron impuestas sin ningún tipo de control por parte de los tribunales de justicia,  ya que no admitieron a trámite los recursos que se plantearon para anular las sanciones impuestas por el ministro de la Gobernación, excepto en tres ocasiones en que las sentencias anularon las sanciones por no haber aplicado adecuadamente la Ley de Defensa de la República, y cuando la ley estaba ya derogada, no porque se hubieran violado los derechos constitucionales de los acusados.

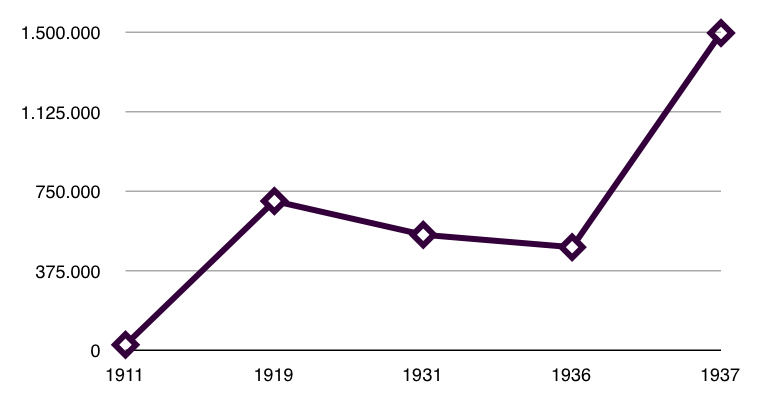
Evolución del número de afiliados a la CNT entre 1911 y 1937.

Uno de los casos más famosos de aplicación de la Ley de Defensa de la República fue la decisión del gobierno de deportar a un centenar de anarquistas a Villa Cisneros en las posesiones españolas del Sáhara con motivo de la insurrección anarquista del Alto Llobregat que tuvo lugar del 19 al 25 de enero de 1932. El día 22 de enero, cuando las tropas que había enviado el gobierno para acabar con la rebelión ocupaban Manresa, en Barcelona eran detenidos varios militantes de la CNT, entre los que se encontraban los hermanos Fernando Ascaso y Domingo Ascaso, Buenaventura Durruti y Tomás Cano Ruiz. Fueron trasladados al buque de vapor Buenos Aires, anclado en el puerto. Cuatro días después ya había más de 200 detenidos en el buque. El día 28 un centenar de ellos iniciaron una huelga de hambre en señal de protesta y redactaron un manifiesto denunciando su indefensión. Algunos consiguieron salir pero el 10 de febrero el Buenos Aires zarpaba del puerto de Barcelona con 104 detenidos a bordo. Tras recoger otros detenidos en Cádiz, el barco pasó por Canarias, Fernando Poo y finalmente recaló en Villa Cisneros el 3 de abril. En la travesía algunos de los presos habían enfermado, uno de ellos murió, y otros fueron liberados. Los últimos deportados regresaron a la Península en septiembre. Con este “affaire” de los deportados el enfrentamiento entre la CNT y el gobierno republicano-socialista se radicalizó.
La represión que esta ley impulsó la acusaron en especial los anarquistas y se discute hasta qué punto esto hizo que la CNT perdiera militantes, como se puede comprobar en el gráfico adjunto.
Otras fuerzas políticas, como las monárquicas, también fueron afectadas por esta Ley. Especialmente famoso fue el episodio tras la Sanjurjada, cuando el gobierno decidió cerrar todas las publicaciones de derecha, sin importar su relación con el intento de golpe de Estado y se deportó a 145 militares a Villa Cisneros y el periódico ABC estuvo a punto de quebrar por el cierre.
La ley de defensa de la república fue sustituida por la  ley de Orden Público de 1933 que a pesar de ser menos severa permitía amplias suspensiones de las garantías constitucionales.